# ممتازالدین احمد (نمایشنامه‌نویس)
ممتازالدین احمد (زاده ۱۸ ژانویه ۱۹۳۵ - درگذشته ۲ ژوئن ۲۰۱۹) نمایشنامه‌نویس، بازیگر و متخصص آموزش بنگلادشی بود. او همچنین در زمینه فرهنگ، نمایش، ادبیات و سایر امور اجتماعی-سیاسی فعالیت داشت. فعالیت‌های نمایشی او بیشتر در زمینه طنز بود.